# Duracell

Logo Duracella

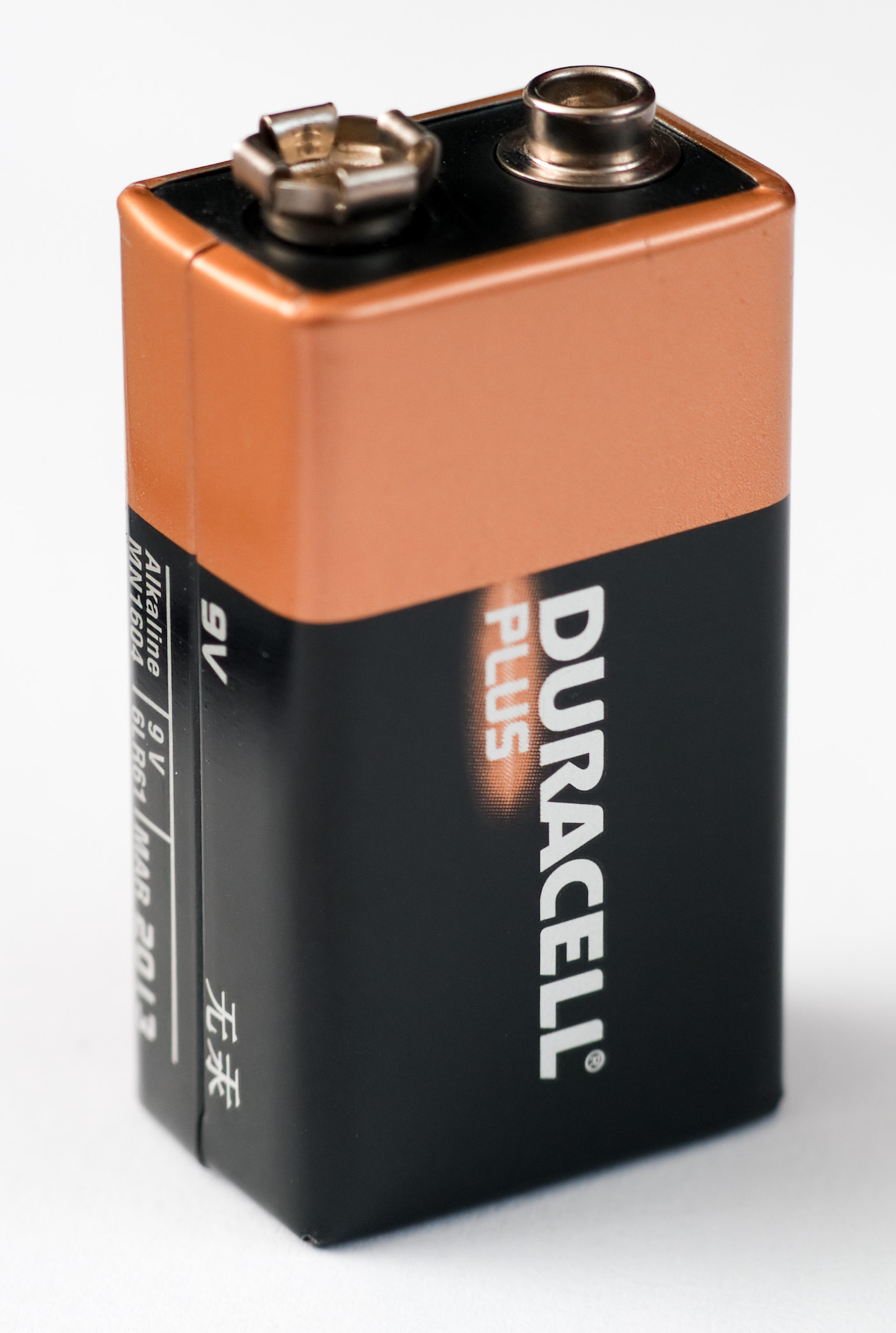
9-woltowa bateria marki Duracell

Duracell – amerykańskie przedsiębiorstwo produkujące baterie oraz inteligentne systemy energetyczne, którego właścicielem jest Berkshire Hathaway.

## Konkurencja
Głównymi rywalami firmy są Energizer, Eveready Battery Company, Rayovac, VARTA, Exide oraz Enercell.